# キャッシュマン・フィールド
キャッシュマン・フィールド（Cashman Field）は、アメリカのネバダ州ラスベガスにあるサッカー競技場。ラスベガス・ライツFCの本拠地であり、2018年までは野球場としてトロント・ブルージェイズ傘下AAAラスベガス・フィフティワンズの本拠地であった。
1983年4月1日、大リーグのサンディエゴ・パドレスとシアトル・マリナーズのオープン戦で開場した。1996年には、本拠地オークランド・アラメダ・カウンティ・コロシアムの改修中だったオークランド・アスレチックスが、レギュラーシーズン最初の6主催試合をここで行った。
2011年、ユナイテッド・フットボールリーグ所属のラスベガス・ロコモーティブスがキャッシュマン・フィールドを本拠地に検討していたが、結局今まで通り、ネバダ州・ホイットニー (ネバダ州)にあるサム・ボイド・スタジアムを本拠地とした。
2012年、ロコモーティブスは再び本拠地を検討したが移転には結びつかなかった。
2018年、米サッカーUSLチャンピオンシップの新球団としてライツFCがこの球場を本拠地として発足、サッカー兼用球場となる。フィフティワンズはこの年を最後にアビエイターズに改名し新球場ラスベガス・ボールパークへ移転、これに伴いサッカー専用競技場への改修が行われ、野球場としての歴史に幕を下ろした。
2023年にはアメリカン・フットボールXFLのベガス・バイパーズが本拠地を置いた。